# Deserto da Grande Bacia
O Deserto da Grande Bacia é uma região dos Estados Unidos da América, entre os estados de Oregon, Idaho, Nevada, Utah, Wyoming, Colorado e a Califórnia. É um deserto com um tipo de solo arenoso e cascalhoso, ocupando uma área de 409 mil km².
É o maior deserto dos Estados Unidos atualmente, e está imprensada entre a Serra Nevada, a oeste, e a leste as Montanhas Rochosas.